# V Air
V Air era uma companhia aérea de baixo custo taiwanesa com sede em Taipé. Era uma subsidiária da TransAsia Airways. Sua base principal era o Aeroporto Internacional de Taiwan Taoyuan.

## História
A companhia aérea foi fundada em 20 de janeiro de 2014 e iniciou as operações em 17 de dezembro de 2014 com um voo inaugural de Taipé para Banguecoque. Em 7 de janeiro de 2015, uma segunda rota foi lançada para Chiang Mai. Em 10 de abril de 2015, a V Air inaugural voos regulares para Macau.
Em agosto de 2016, a V Air anunciou que encerraria as operações em 1 de outubro de 2016. A TransAsia Airways encerrou as operações 1 mês depois.

## Frota
A frota da V Air consistia nas seguintes aeronaves (Outubro de 2021):
| Aeronaves       | Em Serviço | Ordens | Passageiros | Notas |
| --------------- | ---------- | ------ | ----------- | ----- |
| Airbus A320-200 | 2          | –      | 180         |       |
| Airbus A321-200 | 2          | –      | 194         |       |
| Total           | 4          | 0      |             |       |